# Pao de San Juan Bautista (khu tự quản)
Pao de San Juan Bautista là một khu tự quản thuộc bang Cojedes, Venezuela. Thủ phủ của khu tự quản Pao de San Juan Bautista đóng tại El Pao. Khự tự quản Pao de San Juan Bautista có diện tích 5269 km2, dân số theo điều tra dân số ngày 21 tháng 10 năm 2001 là 13532 người.